# Kampfgeschwader zur besonderen Verwendung 172
Le Kampfgeschwader zur besonderen Verwendung 172 (KGzbV 172) (172e escadron de combat à emploi particulier) est une unité de transport de la Luftwaffe pendant la Seconde Guerre mondiale. 

## Organisation

### Stab. Gruppe
Formé le 26 août 1939 à Berlin-Tempelhof.

Le Stab./KGzbV 172 est dissous le 10 novembre 1939.

Geschwaderkommodore (Commandant de l'escadron) :
| Début        | Fin              | Grade          | Nom                                   |
| ------------ | ---------------- | -------------- | ------------------------------------- |
| 26 août 1939 | 10 novembre 1939 | Oberstleutnant | Carl-August Freiherr von Gablenz (de) |

### I. Gruppe
Formé le 26 août 1939 à Berlin-Tempelhof avec :
- Stab I./KGzbV 172 nouvellement créé
- 1./KGzbV 172 nouvellement créé
- 2./KGzbV 172 nouvellement créé
- 3./KGzbV 172 nouvellement créé
- 4./KGzbV 172 nouvellement créé

En mars 1940, le I./KGzbV 172 est renommé III./KGzbV 1 avec :
- Stab I./KGzbV 172 devient Stab III./KGzbV 1
- 1./KGzbV 172 devient 9./KGzbV 1
- 2./KGzbV 172 devient 10./KGzbV 1
- 3./KGzbV 172 devient 11./KGzbV 1
- 4./KGzbV 172 devient 12./KGzbV 1

Reformé en mars 1940 à partir du III./KGzbV 172 avec :
- Stab I./KGzbV 172 à partir du III./KGzbV 172
- 1./KGzbV 172 à partir du 9./KGzbV 172
- 2./KGzbV 172 à partir du 10./KGzbV 172
- 3./KGzbV 172 à partir du 11./KGzbV 172
- 4./KGzbV 172 à partir du 12./KGzbV 172

Après juin 1941, le I./KGzbV 172 est aussi connu sous le nom de KGrzbV 172 (Kampfgruppe zur besonderen Verwendung 172).
En mai 1943, le I./KGzbV 172 est renommé IV./TG 3 :
- Stab I./KGzbV 172 devient Stab IV./TG 3
- 1./KGzbV 172 devient 13./TG 3
- 2./KGzbV 172 devient 14./TG 3
- 3./KGzbV 172 devient 15./TG 3
- 4./KGzbV 172 devient 16./TG 3

Gruppenkommandeure (Commandant de groupe) :
| Début     | Fin       | Grade     | Nom        |
| --------- | --------- | --------- | ---------- |
| ?         | ?         | ?         | ?          |
| Mars 1940 | ?         | Hauptmann | Krause     |
| 1941      | Août 1942 | Major     | Hammer     |
| Août 1942 | Mai 1943  | Major     | Erich Zähr |

### II. Gruppe
Formé le 26 août 1939 à Berlin-Tempelhof avec : 
- Stab II./KGzbV 172 nouvellement créé
- 5./KGzbV 172 nouvellement créé
- 6./KGzbV 172 nouvellement créé
- 7./KGzbV 172 nouvellement créé
- 8./KGzbV 172 nouvellement créé

Le II./KGzbV 172 est dissous en novembre 1939.

Reformé en février 1941 à Berlin avec :
- Stab II./KGzbV 172 nouvellement créé
- 5./KGzbV 172 nouvellement créé
- 6./KGzbV 172 nouvellement créé
- 7./KGzbV 172 nouvellement créé
- 8./KGzbV 172 nouvellement créé

Le II./KGzbV 172 est dissous en juin 1941.

Gruppenkommandeure :
| Début        | Fin           | Grade     | Nom    |
| ------------ | ------------- | --------- | ------ |
| 26 août 1939 | Novembre 1939 | Hauptmann | Krause |
| ?            | ?             | ?         | ?      |

### III. Gruppe
Formé le 26 août 1939 à Berlin-Tempelhof avec : 
- Stab III./KGzbV 172 nouvellement créé
- 9./KGzbV 172 nouvellement créé
- 10./KGzbV 172 nouvellement créé
- 11./KGzbV 172 nouvellement créé
- 12./KGzbV 172 nouvellement créé

En mars 1940, le III./KGzbV 172 est renommé I./KGzbV 172 avec :
- Stab III./KGzbV 172 à partir du I./KGzbV 172
- 9./KGzbV 172 à partir du 1./KGzbV 172
- 10./KGzbV 172 à partir du 2./KGzbV 172
- 11./KGzbV 172 à partir du 3./KGzbV 172
- 12./KGzbV 172 à partir du 4./KGzbV 172

Gruppenkommandeure :
| Début        | Fin       | Grade | Nom      |
| ------------ | --------- | ----- | -------- |
| 26 août 1939 | Mars 1940 | Major | Babekuhl |